# 梅利亞 (古巴)
20°22′10″N 75°54′40″W / 20.36944°N 75.91111°W

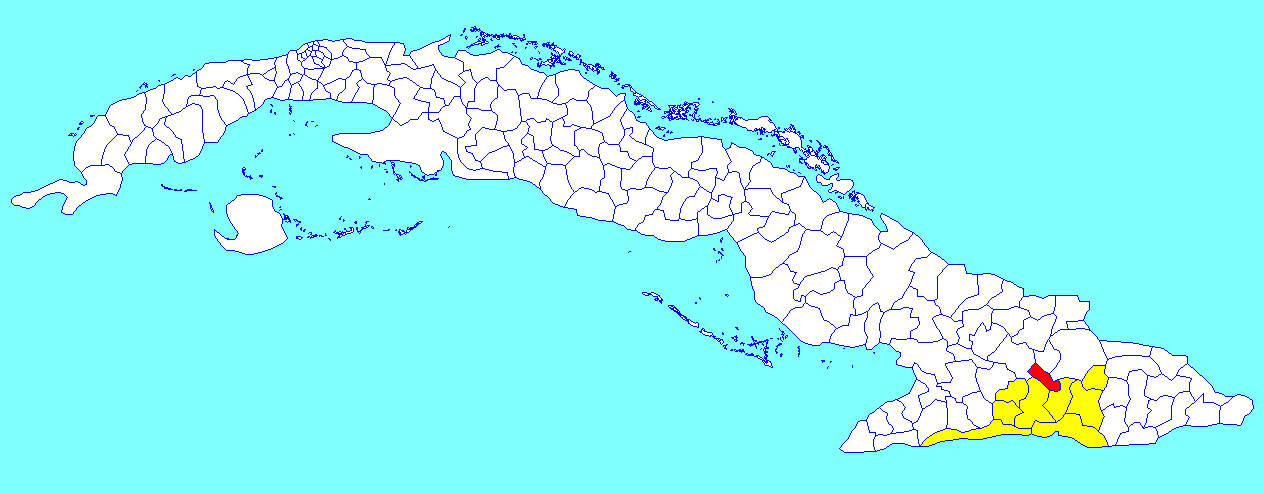

梅利亞（西班牙語：Mella），是古巴的城鎮，位於該國東南部，由聖地亞哥省負責管轄，處於帕爾馬索里亞諾以北20公里，面積335.2平方公里，海拔高度120米，2005年人口33,667，人口密度每平方公里100.4人。